# Aide humanitaire pendant la guerre de Gaza

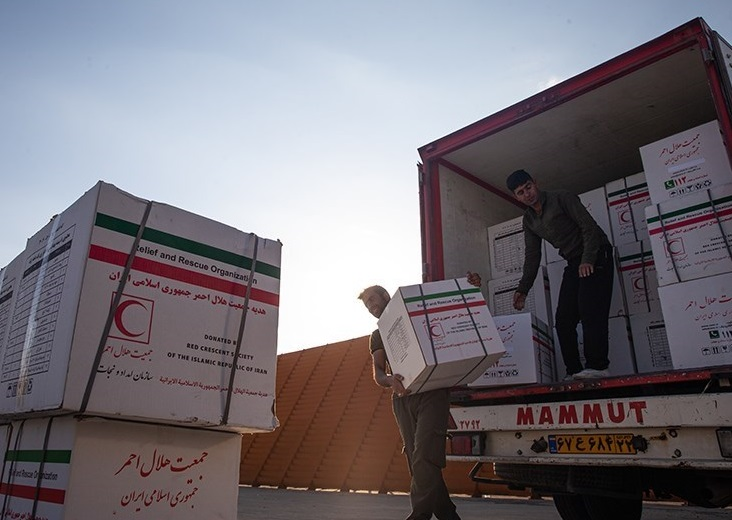
Des ouvriers déchargent une cargaison d'aide humanitaire iranienne vers Gaza, fin octobre 2023.

Pendant la guerre de Gaza, l’aide humanitaire entre dans la bande de Gaza par voie aérienne, terrestre et maritime. Au début de la guerre, d’importants problèmes apparaissent en matière d’aide humanitaire. Le blocus initial imposé par Israël à Gaza, immédiatement après les attaques du 7 octobre, empêche l'entrée de l'aide d'urgence pendant plusieurs semaines. Au fur et à mesure de la progression de la guerre, l’aide devient autorisée en quantités limitées. Un blocage délibéré de l'aide humanitaire est pointé par des organismes tels qu'Oxfam, l'Union européenne, le Royaume-Uni, ou les Nations Unies. Ces limitations contribuent à une grave crise humanitaire et à un risque de famine. Les frappes aériennes israéliennes et les restrictions continues à l’entrée de l’aide humanitaire entraînent des pénuries généralisées de nourriture et de fournitures. La distribution de l'aide à Gaza rencontre également des difficultés, la police refusant toute protection de convoi après la perte de huit policiers à Rafah lors de frappes aériennes.

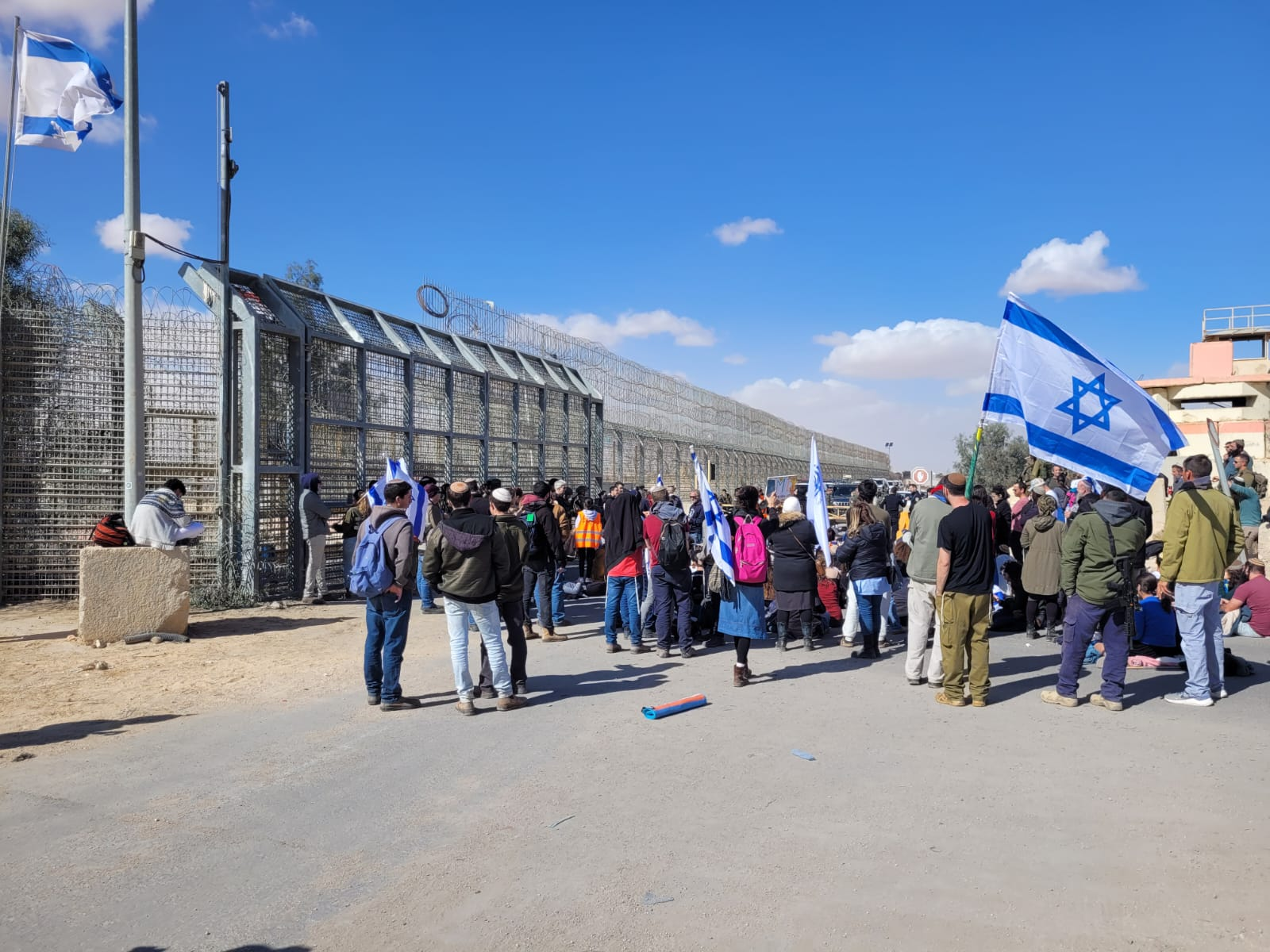
Des Israéliens bloquant l'entrée de l'aide humanitaire à Gaza, février 2024.

Les agences d'aide humanitaire ont mis en garde contre les conséquences humanitaires désastreuses des restrictions de l'aide, en particulier après l'annonce de l'arrêt du financement de l'UNRWA par les principaux donateurs occidentaux. À cela s'ajoute adoption d'une loi par Israël interdisant à l'UNRWA de travailler dans ou avec l'État d'Israël.
Selon l'analyste palestinien Elhasan Bakr, le nombre de camions d'aide destinés à Gaza est estimé entre 500 à 600 par jour avant la guerre, malgré des projections de 1 000 à 1 500 camions nécessaires pour empêcher la famine. Israël n’atteindra aucun de ses objectifs fixés. En janvier 2024, le secrétaire général de l’ONU, António Guterres, nomme Sigrid Kaag, alors première vice-première ministre des Pays-Bas, au poste de coordinatrice principale de l’action humanitaire et de la reconstruction pour Gaza. En mai 2024, les opérations humanitaires sont « proches de l’effondrement », pointe le Programme alimentaire mondial des Nations Unies. En juin 2024, selon Janez Lenarcic, commissaire européen chargé de la gestion des crises, la majorité de la population de Gaza est « entièrement dépendante » de l’aide humanitaire. En octobre 2024, les Nations Unies constate qu’Israël a bloqué arbitrairement 83 % de l’aide entrant à Gaza au cours de l’année précédente. Selon l'UNICEF, au moins 479 travailleurs humanitaires ont été tués à Gaza pendant la guerre, un nombre inédit depuis la création des Nations Unies en 1945,,.
Les convois humanitaires sont régulièrement en proie aux pillages par des gangs entre octobre 2024 et janvier 2025. Durant le mois d’octobre 2024, ce sont 40 % des camions d’aide internationale qui sont pillés, peu après leur entrée par le poste-frontière de Kerem Shalom. Ces pillages sont soutenus et encouragés par Tsahal. À deux reprises, les 8 et 15 octobre, des drones israéliens ciblent les escortes des convois, tout en épargnant les pillards, qui vont parfois jusqu'à tuer les chauffeurs. 
Selon des responsables de la santé en juin 2025, au moins 8 Palestiniens ont été tués et des dizaines d'autres blessés lors d'une fusillade près de points de distribution de nourriture soutenus par Israël et les États-Unis dans la bande de Gaza. 